# Adolf Nekum
Adolf Nekum (* 25. April 1925; † 28. Juni 2011) war ein deutscher Heimatforscher, der sich mit der Geschichte der Stadt Bad Honnef beschäftigte.

## Leben
Nekum entstammte einer seit etwa 300 Jahren in Honnef ansässigen Familie und war im Stadtteil Selhof wohnhaft. Er wurde, ausgehend von einer Beschäftigung mit seiner Familiengeschichte, Autor zahlreicher Veröffentlichungen zur Stadtgeschichte von Bad Honnef. Am 30. Mai 1990 wurde er für sein Wirken als Heimatforscher mit dem Rheinlandtaler ausgezeichnet, am 15. Dezember 2000 folgte die Verleihung der Dankmedaille des Bürgermeisters an Nekum aufgrund seiner Verdienste um den Selhofer Bürgerverein. Nekum gehörte der Weinbruderschaft Mittelrhein-Siebengebirge an.
Beigesetzt wurde Nekum auf dem Neuen Friedhof seiner Heimatstadt.

## Schriften
- Der Mertener Hof in Rommersdorf: Erinnerungen an die 700-jährige Geschichte eines Klosterweingutes anläßlich der 100-Jahrfeier des Rommersdorf-Bondorfer Bürgervereins. Bad Honnef 1980.
- Honnefs Kinder Israels: Spuren und Zeugnisse jüdischen Lebens in und um Bad Honnef. Eine familien-, gesellschafts-, sozial- und religionsgeschichtliche Dokumentation. (=Heimat- und Geschichtsverein „Herrschaft Löwenburg“ Bad Honnef e. V.: Studien zur Heimatgeschichte der Stadt Bad Honnef am Rhein, Heft 7). Bad Honnef 1988.
- Tausend Jahre Selhof, 100 Jahre Bürgerverein: Chronik eines Dorfes und seines Bürgervereins. Bürgerverein Bad Honnef-Selhof 1988.
- Der Weinbau in Honnef – Erinnerungen an eine 1.100jährige Geschichte (=Heimat- und Geschichtsverein „Herrschaft Löwenburg“ e. V.: Studien zur Heimatgeschichte der Stadt Bad Honnef am Rhein, Heft 10). Bad Honnef 1993.
- Bürgertum in Honnef-Selhof. Festschrift zum 110jährigen Bestehen des Selhofer Bürgervereins 1888–1998. Bürgerverein Bad Honnef-Selhof, Bad Honnef 1998.
- Helmut Arntz (unter Mitarbeit von Adolf Nekum): Urkataster und Gewannen: am Beispiel der Gemeinde Honnef 1824/1826 (=Heimat- und Geschichtsverein „Herrschaft Löwenburg“ e. V.: Studien zur Heimatgeschichte der Stadt Bad Honnef am Rhein, Heft 13, Bad Honnef 2000; Gesellschaft für Geschichte des Weines e. V.: Schriften zur Weingeschichte, ISSN 0302-0967, Nr. 133, Wiesbaden 2000).
- Martin Maus (Hrsg.); Martin Maus, Adolf Nekum (Text): Erinnerungen an die Königinnen Emma und Wilhelmina der Niederlande welche mit ihrem Hofstaate die Kur- und Badestadt Honnef in den Jahren 1892–1906 besuchten: Dokumentation über holländische Kurgäste in Honnef bis 1925 (=Heimat- und Geschichtsverein „Herrschaft Löwenburg“ e. V.: Studien zur Heimatgeschichte der Stadt Bad Honnef am Rhein, Heft 14). Bad Honnef 2001.
- Haus im Turm – Villa Merkens – Landvolkshochschule. Geschichte eines Baudenkmals vom Rittersitz zur Landvolkshochschule (=Heimat- und Geschichtsverein „Herrschaft Löwenburg“ e. V.: Studien zur Heimatgeschichte der Stadt Bad Honnef am Rhein, Heft 15). Bad Honnef o. J. (2003).[5]
- Spurensuche zum historischen Erzbergbau im Siebengebirge: Erkenntnisse zur Montangeschichte der Orte Honnef, Aegidienberg, Ittenbach, Bennerscheid und Berghausen (=Heimat- und Geschichtsverein „Herrschaft Löwenburg“ e. V.: Studien zur Heimatgeschichte der Stadt Bad Honnef am Rhein, Heft 16). Bad Honnef 2004.